# Copa Verde de Futebol
A Copa Verde de Futebol, ou simplesmente Copa Verde, é uma competição regional brasileira disputada desde 2014, entre equipes da Região Norte e Centro-Oeste, junto do Espírito Santo.
Organizada pela CBF, o torneio tem formato similar ao da Copa do Brasil, com partidas em confrontos "mata-mata", nos quais o clube derrotado é eliminado da competição.
Nas duas primeiras edições, o campeão do torneio ganhou uma vaga na Copa Sul-Americana do ano seguinte. Posteriormente, a competição garantiu vaga para as oitavas de final da Copa do Brasil, o que perdurou até 2019. Atualmente, a competição assegura ao vencedor uma vaga na terceira fase da Copa do Brasil.
O primeiro time a conquistar o torneio foi o Brasília, enquanto o maior vencedor da competição é o Paysandu, com cinco títulos.

## História

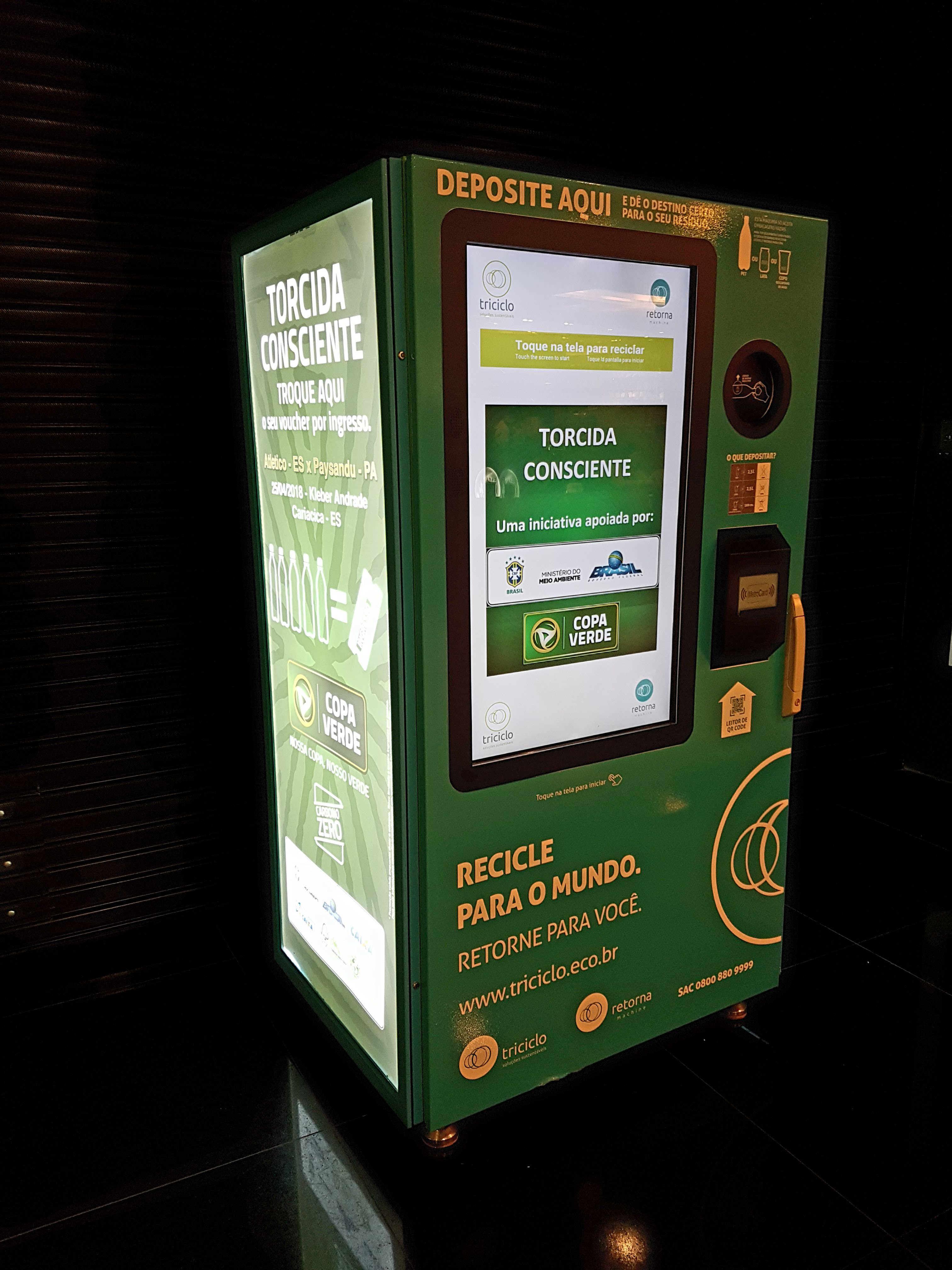
Máquina de troca de ingressos da Copa Verde, disponível em Vila Velha.

O torneio nasceu a partir da proposta de se fazer uma competição regional, como a Copa do Nordeste, para clubes da Região Norte – por isso o nome do torneio faz alusão à Floresta Amazônica. Logo, foi decidido ampliar o torneio para clubes do Centro-Oeste e do Espírito Santo (que participava da antiga Copa Centro-Oeste). Apesar de não ter sido incluída no calendário oficial da CBF para 2014, divulgado em setembro do ano anterior, o torneio foi confirmado pelo diretor de competições da entidade.
Em 2016 foram incluídos os clubes do estado de Goiás, que não participavam até essa edição. Com dois clubes a mais, a CBF criou uma fase preliminar às oitavas de final. Outra mudança também foi a inclusão de clubes através do Ranking da CBF. No ano seguinte, os times goianos ficaram de fora novamente, alegando falta de calendário para disputar o torneio. O formato da edição anterior, porém, foi mantido.
Durante diversas partidas da Copa Verde, é possível trocar garrafas plásticas ou latas de alumínio por ingressos, através de máquinas instaladas nas cidades-sedes dos jogos.

## Transmissão televisiva
A Copa Verde foi transmitida com exclusividade pelo canal Esporte Interativo, que também transmitia a Copa do Nordeste, de 2015 a 2018. A emissora e o Ministério do Esporte dividiam os custos de viagem das equipes. Em 7 de maio de 2018, antes mesmo do canal anunciar seu término, foi noticiado que Esporte Interativo não iria mais transmitir a competição.
A partir de 2019, o torneio passou a ser exibido através da plataforma de streaming MyCujoo. Ainda em 2019, os jogos de Remo e Paysandu tiveram a transmissão da Rede Cultura do Pará, em parceria com a TV Brasil. Para a edição de 2020, a emissora estatal transmitiu com exclusividade todos os jogos junto a canais afiliados à Empresa Brasil de Comunicação.
Em 2022, a apenas um dia do início da edição, o serviço de streaming DAZN chegou a um acordo com a CBF para exibir algumas partidas do torneio com exclusividade, a partir das oitavas de final. Assim, a TV Brasil ficou sem os direitos de transmissão. Na temporada seguinte, a plataforma não renovou os direitos e a competição ficou sem transmissão na TV nem em streaming próprio, com a cobertura ficando sob responsabilidade dos clubes. No entanto, apenas os jogos da final tiveram transmissão televisiva ao vivo em um pool formado pela Rede Cultura do Pará, TV Brasil (transmissão nacional) e BandSports, marcando o retorno das transmissões pela TV por assinatura, com a última cobertura ocorrendo em 2018.
Na temporada de 2024, novamente a exibição do torneio ficou restrita à cobertura dos próprios clubes participantes, através de seus canais oficiais. Nas quartas de final, a Rede Meio Norte transmitiu apenas o jogo de volta entre Goiás e Vila Nova. Já as semifinais entre a dupla Re-Pa foram transmitidas localmente pela Rede Cultura do Pará. Houve uma tentativa de aquisição dos confrontos entre Remo e Paysandu pela RBA TV, afiliada à Band, e o Nosso Futebol após os dois times paraenses anunciarem as transmissões via streaming. No entanto, a cobertura na primeira emissora seria inviável devido à incompatibilidade de horário com a programação nacional da Band e o acordo não avançou.
Em 2025, a CBF passou a ser a detentora oficial dos direitos de transmissão com imagens, porém nenhum veículo demonstrou interesse em adquirir os direitos de exibição, deixando das partidas iniciais até o jogo de ida da final sem transmissão na televisão aberta e por assinatura pela primeira vez desde o início da competição. Além disso, ao contrário da temporada anterior, a entidade não autorizou as transmissões nas plataformas dos clubes, apesar das tentativas, sem sucesso, de Paysandu e Brasiliense. Apenas o jogo de volta da grande final teve transmissão através da TV Brasil em um pool com a TV Cultura do Pará, com a última realizando a respectiva cobertura de maneira regionalizada.

## Classificação

### Participantes
A Copa Verde é disputada por 24 (vinte e quatro) clubes identificados seguindo os seguintes critérios técnicos de participação: 
Critério 1: Ter obtido a primeira colocação no Campeonato Estadual da 1ª divisão profissional (ou Torneio Seletivo do qual participem ao menos 4 (quatro) Clubes da primeira divisão profissional do Campeonato Estadual) organizado pelas 12 (doze) Federações filiadas participantes: Acre, Amazonas, Amapá, Distrito Federal, Espírito Santo, Goiás, Mato Grosso, Mato Grosso do Sul, Pará, Rondônia, Roraima e Tocantins.
Critério 2: Ter obtido a segunda colocação no Campeonato Estadual da 1ª divisão profissional (ou Torneio Seletivo do qual participem ao menos 4 (quatro) Clubes da primeira divisão profissional do Campeonato Estadual) organizado pelas 8 (oito) Federações melhores ranqueadas no Ranking Nacional das Federações (RNF).
Critério 3: Os 4 (quatro) melhores clubes posicionados no Ranking Nacional dos Clubes (RNC), filiados às Federações participantes, excluídos os clubes já classificados através dos critérios 1 e 2.
| Vagas | Federação | Classificação |
| ----- | --------- | --- |
| 4     | CBF       | - Melhor clube posicionado no RNC, não classificado pelas Federações estaduais - 2º melhor clube posicionado no RNC, não classificado pelas Federações estaduais - 3º melhor clube posicionado no RNC, não classificado pelas Federações estaduais - 4º melhor clube posicionado no RNC, não classificado pelas Federações estaduais |
| 2     | FFAC      | - Campeão do Campeonato Acreano de Futebol - Vice-campeão do Campeonato Acreano de Futebol |
| 1     | FAF       | - Campeão do Campeonato Amapaense de Futebol |
| 2     | FAF       | - Campeão do Campeonato Amazonense de Futebol - Vice-campeão do Campeonato Amazonense de Futebol |
| 2     | FFDF      | - Campeão do Metropolitano - Vice-campeão do Metropolitano |
| 2     | FES       | - Campeão do Campeonato Capixaba de Futebol - Campeão da Copa Espírito Santo |
| 2     | FGF       | - Campeão do Campeonato Goiano de Futebol - Vice-campeão do Campeonato Goiano de Futebol |
| 2     | FMF       | - Campeão do Campeonato Mato-Grossense de Futebol - Vice-campeão do Campeonato Mato-Grossense de Futebol |
| 1     | FFMS      | - Campeão do Campeonato Sul-Mato-Grossense de Futebol |
| 2     | FPF       | - Campeão do Campeonato Paraense de Futebol - Vice-campeão do Campeonato Paraense de Futebol |
| 1     | FFER      | - Campeão do Campeonato Rondoniense de Futebol |
| 1     | FRF       | - Campeão do Campeonato Roraimense de Futebol |
| 2     | FTF       | - Campeão do Campeonato Tocantinense de Futebol - Vice-campeão do Campeonato Tocantinense de Futebol |

## Títulos

### Por equipe
| Clube               | Títulos                           | Vices                       | Semifinalista                     |
| ------------------- | --------------------------------- | --------------------------- | --------------------------------- |
| Paysandu            | 5 (2016, 2018, 2022, 2024 e 2025) | 4 (2014, 2017, 2019 e 2023) | 2 (2015 e 2021)                   |
| Cuiabá              | 2 (2015 e 2019)                   | 0                           | 2 (2023 e 2024)                   |
| Remo                | 1 (2021)                          | 2 (2015 e 2020)             | 5 (2014, 2016, 2019, 2023 e 2024) |
| Goiás               | 1 (2023)                          | 1 (2025)                    | 1 (2019)                          |
| Brasiliense         | 1 (2020)                          | 0                           | 3 (2014, 2022 e 2025)             |
| Luverdense          | 1 (2017)                          | 0                           | 2 (2015 e 2018)                   |
| Brasília            | 1 (2014)                          | 0                           | 0                                 |
| Vila Nova           | 0                                 | 3 (2021, 2022 e 2024)       | 1 (2020)                          |
| Gama                | 0                                 | 1 (2016)                    | 0                                 |
| Atlético Itapemirim | 0                                 | 1 (2018)                    | 0                                 |
| Manaus              | 0                                 | 0                           | 2 (2018 e 2020)                   |
| Aparecidense        | 0                                 | 0                           | 1 (2016)                          |
| Rondoniense         | 0                                 | 0                           | 1 (2017)                          |
| Santos-AP           | 0                                 | 0                           | 1 (2017)                          |
| Nova Mutum          | 0                                 | 0                           | 1 (2021)                          |
| São Raimundo-AM     | 0                                 | 0                           | 1 (2022)                          |
| São Raimundo-RR     | 0                                 | 0                           | 1 (2025)                          |

### Por federação
| Federação        | Títulos | Vices | Semifinalista |
| ---------------- | ------- | ----- | ------------- |
| Pará             | 6       | 6     | 7             |
| Mato Grosso      | 3       | 0     | 5             |
| Distrito Federal | 2       | 1     | 3             |
| Goiás            | 1       | 4     | 3             |
| Espírito Santo   | 0       | 1     | 0             |
| Amazonas         | 0       | 0     | 3             |
| Amapá            | 0       | 0     | 1             |
| Rondônia         | 0       | 0     | 1             |
| Roraima          | 0       | 0     | 1             |

### Por região
| Região       | Títulos | Vices | Semifinalista |
| ------------ | ------- | ----- | ------------- |
| Norte        | 6       | 6     | 13            |
| Centro-Oeste | 6       | 5     | 11            |
| Sudeste      | 0       | 1     | 0             |

## Treinadores campeões

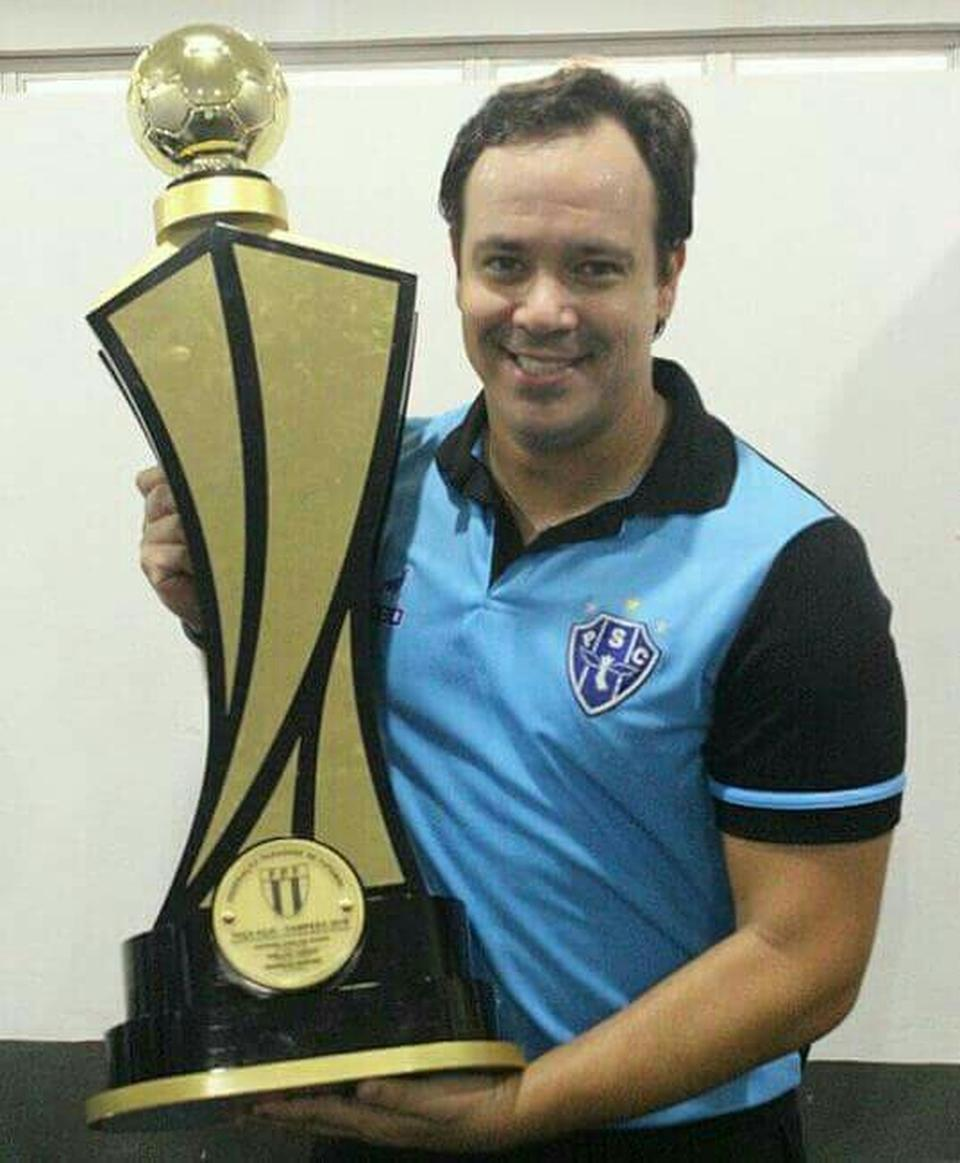
Dado Cavalcanti é o único treinador duas vezes campeão da Copa Verde, ambas pelo Paysandu, em 2016 e 2018.

| Ano  | Treinador          | Equipe      | Ref.   |
| ---- | ------------------ | ----------- | ------ |
| 2014 | Luis Carlos Souza  | Brasília    | [ 36 ] |
| 2015 | Fernando Marchiori | Cuiabá      | [ 37 ] |
| 2016 | Dado Cavalcanti    | Paysandu    | [ 38 ] |
| 2017 | Júnior Rocha       | Luverdense  | [ 39 ] |
| 2018 | Dado Cavalcanti    | Paysandu    | [ 40 ] |
| 2019 | Marcelo Chamusca   | Cuiabá      | [ 41 ] |
| 2020 | Vílson Taddei      | Brasiliense | [ 42 ] |
| 2021 | Eduardo Baptista   | Remo        | [ 43 ] |
| 2022 | Márcio Fernandes   | Paysandu    | [ 44 ] |
| 2023 | Emerson Ávila      | Goiás       | [ 45 ] |
| 2024 | Hélio dos Anjos    | Paysandu    | [ 46 ] |
| 2025 | Luizinho Lopes     | Paysandu    | [ 47 ] |

## Estatísticas

### Artilharia
Por edição
| Ano  | Artilheiro              | Equipe                   | Gols | Ref.   |
| ---- | ----------------------- | ------------------------ | ---- | ------ |
| 2014 | Lima                    | Paysandu                 | 7    | [ 48 ] |
| 2015 | Raphael Luz             | Cuiabá                   | 8    | [ 49 ] |
| 2016 | Rafael Grampola         | Gama                     | 6    | [ 50 ] |
| 2017 | Careca                  | Rondoniense              | 5    | [ 51 ] |
| 2018 | Cassiano                | Paysandu                 | 9    | [ 52 ] |
| 2019 | Douglas Oliveira        | Luverdense               | 5    | [ 53 ] |
| 2020 | Alan Mineiro Diego Rosa | Vila Nova Manaus         | 5    | [ 54 ] |
| 2021 | Neto Pessoa             | Remo                     | 9    | [ 55 ] |
| 2022 | Marlon Yan Philippe     | Paysandu São Raimundo-AM | 3    | [ 56 ] |
| 2023 | Wanderson Martins       | São Francisco-AC         | 4    | [ 57 ] |
| 2024 | Nicolas                 | Paysandu                 | 6    | [ 58 ] |
| 2025 | Rossi                   | Paysandu                 | 4    | [ 59 ] |

### Público
Maiores públicos
Estes são os dez maiores públicos presentes da história da Copa Verde:
| Nº | Público | Mandante | Placar | Visitante           | Estádio        | Data           | Ano  | Ref.   |
| -- | ------- | -------- | ------ | ------------------- | -------------- | -------------- | ---- | ------ |
| 1  | 51 701  | Brasília | 2–1    | Paysandu            | Mané Garrincha | 21 de abril    | 2014 | [ 60 ] |
| 2  | 38 412  | Goiás    | 1–1    | Paysandu            | Serra Dourada  | 23 de abril    | 2025 | [ 61 ] |
| 3  | 34 780  | Remo     | 4–1    | Cuiabá              | Mangueirão     | 30 de abril    | 2015 | [ 62 ] |
| 4  | 32 997  | Paysandu | 0–0    | Goiás               | Mangueirão     | 9 de abril     | 2025 | [ 63 ] |
| 5  | 32 976  | Paysandu | 3–0    | São Raimundo-RR     | Mangueirão     | 19 de março    | 2025 | [ 64 ] |
| 6  | 32 900  | Paysandu | 1–1    | Atlético Itapemirim | Mangueirão     | 16 de maio     | 2018 | [ 65 ] |
| 7  | 32 333  | Paysandu | 0–0    | Remo                | Mangueirão     | 3 de abril     | 2024 | [ 66 ] |
| 8  | 31 611  | Paysandu | 0–1    | Cuiabá              | Mangueirão     | 20 de novembro | 2019 | [ 67 ] |
| 9  | 27 884  | Remo     | 1–1    | Paysandu            | Mangueirão     | 10 de abril    | 2024 | [ 68 ] |
| 10 | 26 653  | Paysandu | 1–1    | Luverdense          | Mangueirão     | 16 de maio     | 2017 | [ 69 ] |

Médias de público
Essas são as médias de público por edição. Em todas, considera-se apenas o público pagante.
| Ano  | Média geral | Clube com a maior média de público | Maior média de público | Ref.      |
| ---- | ----------- | ---------------------------------- | ---------------------- | --------- |
| 2014 | 5 429       | Remo                               | 15 272                 | [ 70 ]    |
| 2015 | 4 351       | Remo                               | 17 648                 | [ 71 ]    |
| 2016 | 4 178       | Paysandu                           | 12 741                 | [ 72 ]    |
| 2017 | 2 716       | Paysandu                           | 11 393                 | [ 73 ]    |
| 2018 | 3 093       | Paysandu                           | 11 937                 | [ 74 ]    |
| 2019 | 2 949       | Paysandu                           | 14 819                 | [ 75 ]    |
| 2020 | Não houve   | Não houve                          | Não houve              | Não houve |
| 2021 | 2 857       | Remo                               | 6 054                  | [ 77 ]    |
| 2022 | 3 051       | Vila Nova                          | 8 214                  | [ 78 ]    |
| 2023 | 4 186       | Remo                               | 13 129                 | [ 79 ]    |
| 2024 | 4 459       | Paysandu                           | 14 002                 | [ 80 ]    |
| 2025 | 3 740       | Paysandu                           | 11 444                 | [ 81 ]    |

### Maiores goleadas
Estas são as onze maiores goleadas da história da Copa Verde:
| Nº | Mandante        | Placar | Visitante            | Estádio                   | Data            | Edição | Ref.   |
| -- | --------------- | ------ | -------------------- | ------------------------- | --------------- | ------ | ------ |
| 1  | Remo            | 9–0    | Galvez               | Baenão                    | 19 de outubro   | 2021   | [ 82 ] |
| 2  | Luverdense      | 7–0    | Sparta               | Passo das Emas            | 18 de março     | 2018   | [ 83 ] |
| 2  | Aparecidense    | 7–0    | Aquidauanense        | Annibal Batista de Toledo | 20 de janeiro   | 2020   | [ 84 ] |
| 2  | Vila Nova       | 7–0    | Aquidauanense        | OBA                       | 4 de novembro   | 2021   | [ 85 ] |
| 5  | Paysandu        | 6–0    | Penarol              | Curuzu                    | 20 de outubro   | 2021   | [ 86 ] |
| 5  | São Raimundo-RR | 6–0    | São Francisco-AC     | Canarinho                 | 1 de março      | 2023   | [ 87 ] |
| 5  | Paysandu        | 6–0    | Vila Nova            | Curuzu                    | 22 de maio      | 2024   | [ 88 ] |
| 5  | Goiás           | 6–0    | Rio Branco-ES        | Serrinha                  | 6 de fevereiro  | 2025   | [ 89 ] |
| 9  | Náutico-RR      | 2–7    | Paysandu             | Ribeirão                  | 11 de fevereiro | 2014   | [ 90 ] |
| 10 | Paysandu        | 6–1    | Princesa do Solimões | Mangueirão                | 26 de fevereiro | 2014   | [ 91 ] |
| 10 | Remo            | 6–1    | Atlético Acreano     | Baenão                    | 15 de setembro  | 2019   | [ 92 ] |